# Zyklon Enawo
Der Zyklon Enawo war ein Anfang März 2017 aufgetretener, sehr starker Zyklon im südwestlichen Indischen Ozean. Enawo traf am 7. März die nordost-madagassische SAVA-Region nahe der Küstenstadt Antalaha. Der Sturm gilt als der schwerste Sturm, der Madagaskar seit dem Zyklon Gafilo (2004) traf. Tausende Menschen wurden obdachlos; es gab Tote und Verletzte. Die Landwirtschaft der SAVA-Region (Vanille, Reis) wurde ersten Einschätzungen nach schwer getroffen.

## Entwicklung
Enawo entwickelte sich aus einem tropischen Tiefdruckgebiet westlich der Insel Diego Garcia. Am 26. Februar wurde die Entwicklung eines tropischen Sturms auf 10–30 % innerhalb der kommenden fünf Tage geschätzt. Am 2. März hatte sich das Tiefdruckgebiet zu einer Wetterstörung weiterentwickelt, für die eine weitere Verstärkung bis zu einem starken Zyklon für den 7. März prognostiziert wurde. Entsprechend wurde vom Joint Typhoon Warning Center (JTWC) ein Tropical Cyclone Formation Alert ausgegeben. Météo-France stufte die Tiefdruckstörung etwa 820 km nördlich von Mauritius am 3. März zum tropischen Sturm herauf und gab ihr den Namen Enawo. Gegen 18 Uhr UTC waren am 4. März Bedingungen erkennbar, Enawo als schweren tropischen Sturm einzustufen. Das JTWC stufte Enawo als tropischen Zyklon ein. Es erwarte eine Entwicklung bis zur Stufe 3 der 5-stufigen Saffir-Simpson-Hurrikan-Windskala und ein Auftreffen auf die madagassische Küste. Am 5. März bildete sich ein zunehmend besser erkennbares Auge heraus. Am 6. März war die maximale Windgeschwindigkeit zunächst auf knapp 180 km/h angestiegen und Enawo wurde einem intensiven tropischen Zyklon hochgestuft. Später am Tag wurden 230 km/h (1-Minuten-Durchschnitt) erreicht (Zyklon Stufe 4).

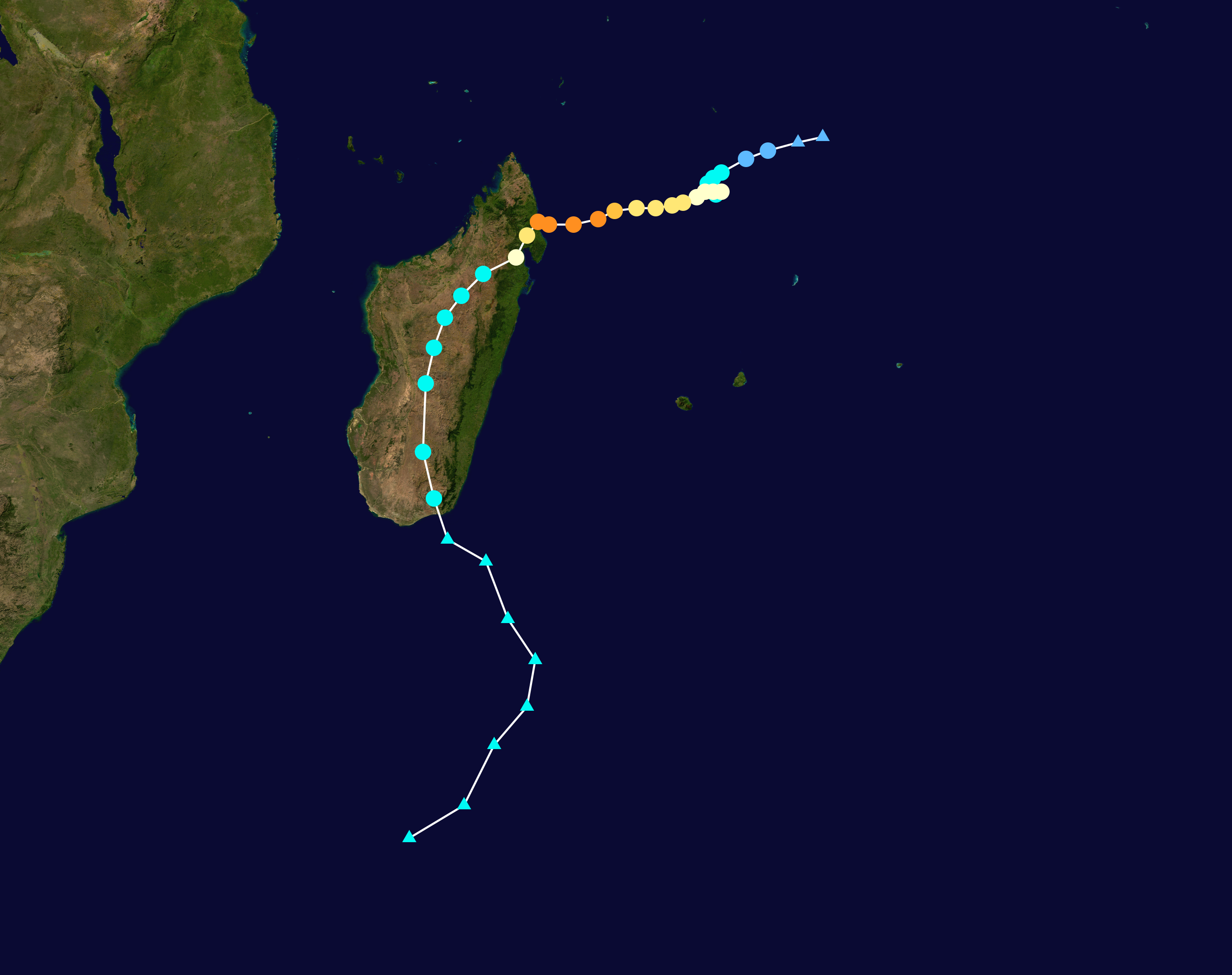
Pfad des Zyklons Enawo Anfang März 2017

Am Folgetag verstärkte sich Enawo bis zum Morgen noch etwas weiter. Bei einem Luftdruck von 925 hPa im Zentrum des Zyklons wurde ein Anstieg des Wasserspiegels um 1–2 Meter an der nordost-madagassischen Küste erwartet. Gegen 9:30 Uhr UTC/12:30 Uhr lokale Zeit traf das Zentrum des Sturms mit Windgeschwindigkeiten von etwa 200 km/h auf den Küstenstreifen zwischen Antalah und Sambava nahe den Dörfern Ambodipont und Sahana. Mit dem Landfall begann Enawo sich abzuschwächen.

## Auswirkungen
Das nationale madagassische Amt für Risiken und Katastrophen (Bureau National de Gestion des Risque et des Catastrophes; BNGRC) und das Humanitäre Länderteam der Vereinten Nationen haben am 9. März einen ersten Situationsbericht zu den Enawo-Auswirkungen herausgegeben. Der Bericht umfasst den 7. und den 8. März. Die höchste Katastrophenschutzstufe galt am 9. März in den Regionen Diana, Sofia, Savan Analanjirofo, Atsinanana, Alaotra-Mangoro, Boeny, Betsinoka, und dem Hauptstadtbezirk Antananarivo.
Durch Wind, Überflutung und Erdrutsche sind mindestens sieben Menschen verwundet und fünf getötet worden. Aus vielen betroffenen Regionen fehlten jedoch Nachrichten.
In der SAVA-Region sind viele Gebäude schwer beschädigt; auch als der Landwirtschaft werden substantielle Schäden gemeldet. Der Hafen von Antalaha war nicht zugänglich; es wird geschätzt, dass in der Stadt die Hälfte der Wohnungen zerstört ist. Der Lohoko-Fluss, der aus den Bergen nach Sambava fließt, überflutete die Hälfte der Häuser der Gemeinde Farahalana. Viele Vanille-anbauende landwirtschaftliche Betriebe wurden schwer getroffen; Reisfelder sind überflutet.
In der Analanjirofo Region sind mehr als 10.000 Menschen obdachlos. Überflutungen bis zu vier Metern werden aus Mananara Nord, Maroantsetra, Vavatenina und Soanierana Ivongo gemeldet. Für die Hauptstadt wurde der Ausbruch von Seuchen befürchtet.
BNGRC und das UN-Länderteam Humanitarian Country Team (HCT) haben einen Notfallplan aktiviert (Multi-Hazard National Contingency Plan 2016/2017). Der Umfang und die Schwere der humanitären Krise entsprechen dem schlimmsten angenommenen Fall. Für den 10. März waren Hilfslieferungen in die Sava und Analanjirofo Regionen geplant. Die übergreifende
Koordinierung der Notfallmaßnahmen lag bei der BNGRC.